# Gran Premio motociclistico di Gran Bretagna 1988
Il Gran Premio motociclistico di Gran Bretagna 1988 fu la dodicesima gara del Motomondiale 1988. Si disputò il 7 agosto 1988 sul circuito di Donington Park e vide le vittorie di Wayne Rainey nella classe 500, di Luca Cadalora nella classe 250 e di Ezio Gianola nella classe 125. Tra i sidecar si è imposto l'equipaggio Steve Webster/Tony Hewitt.

## Classe 500
Prima vittoria nel motomondiale per lo statunitense Wayne Rainey che ha preceduto l'australiano Wayne Gardner e il francese Christian Sarron. Nella classifica provvisoria della stagione al primo posto resta lo statunitense Eddie Lawson con 20 punti di margine su Gardner e 32 su Rainey.

### Arrivati al traguardo
| Pos. | Pilota               | Moto      | Tempo    | Griglia | Punti |
| ---- | -------------------- | --------- | -------- | ------- | ----- |
| 1    | Wayne Rainey         | Yamaha    | 48.33.67 | 5       | 20    |
| 2    | Wayne Gardner        | Honda     | 48.40.64 | 1       | 17    |
| 3    | Christian Sarron     | Yamaha    | 48.42.45 | 3       | 15    |
| 4    | Niall Mackenzie      | Honda     | 48.45.51 | 4       | 13    |
| 5    | Kevin Magee          | Yamaha    | 49.10.42 | 11      | 11    |
| 6    | Eddie Lawson         | Yamaha    | 49.14.64 | 2       | 10    |
| 7    | Didier de Radiguès   | Yamaha    | 49.25.03 | 7       | 9     |
| 8    | Pierfrancesco Chili  | Honda     | 49.25.48 | 14      | 8     |
| 9    | Roger Burnett        | Honda     | 49.26.06 | 9       | 7     |
| 10   | Tadahiko Taira       | Yamaha    | 49.55.51 | 8       | 6     |
| 11   | Randy Mamola         | Cagiva    | 50.06.12 | 6       | 5     |
| 12   | Norihiko Fujiwara    | Yamaha    | 50.09.57 | 16      | 4     |
| 13   | Mike Baldwin         | Honda     | 1 giro   | 17      | 3     |
| 14   | Ron Haslam           | Elf-Honda | 1 giro   | 10      | 2     |
| 15   | Fabio Biliotti       | Honda     | 1 giro   | 20      | 1     |
| 16   | Patrick Igoa         | Yamaha    | 1 giro   | 21      |       |
| 17   | Eddie Laycock        | Honda     | 1 giro   | 18      |       |
| 18   | Fabio Barchitta      | Honda     | 1 giro   | 22      |       |
| 19   | Daniel Amatriaín     | Honda     | 1 giro   | 31      |       |
| 20   | Marco Gentile        | Fior      | 1 giro   | 19      |       |
| 21   | Dave Leach           | Suzuki    | 1 ronde  | 29      |       |
| 22   | Maarten Duyzers      | Honda     | 2 giri   | 30      |       |
| 23   | Simon Buckmaster     | Honda     | 2 giri   | 34      |       |
| 24   | Kees van der Endt    | Honda     | 2 giri   | 35      |       |
| 25   | Nicholas Schmassmann | Honda     | 2 giri   | 36      |       |

### Ritirati
| Pilota              | Moto   | Motivo | Griglia |
| ------------------- | ------ | ------ | ------- |
| Rachel Nicotte      | Honda  |        | 26      |
| Robert McElnea      | Suzuki |        | 13      |
| Kevin Schwantz      | Suzuki |        | 12      |
| Marco Papa          | Honda  |        | 23      |
| Wolfgang von Muralt | Suzuki |        | 32      |
| Steve Spray         | Suzuki |        | 27      |
| Darren Dixon        | Suzuki |        | 24      |
| Raymond Roche       | Cagiva |        | 15      |
| Andreas Leuthe      | Suzuki |        | 33      |
| Bruno Kneubühler    | Honda  |        | 25      |

### Non partito
| Pilota            | Moto  | Motivo | Griglia |
| ----------------- | ----- | ------ | ------- |
| Alessandro Valesi | Honda |        | 28      |

### Non qualificati
| Pilota          | Moto   |
| --------------- | ------ |
| René Zanatta    | Paton  |
| Johan ten Napel | Suzuki |
| Ian Pratt       | Honda  |
| Claus Wulff     | Honda  |
| Steve Manley    | Suzuki |

## Classe 250
Seconda vittoria dell'anno per l'italiano Luca Cadalora che ha preceduto il francese Dominique Sarron e lo spagnolo Juan Garriga. Nella classifica provvisoria ai primi due posti ci sono due piloti spagnoli, con Sito Pons che precede Garriga di 6 punti.

### Arrivati al traguardo
| Pos. | Pilota               | Moto    | Tempo    | Griglia | Punti |
| ---- | -------------------- | ------- | -------- | ------- | ----- |
| 1    | Luca Cadalora        | Yamaha  | 43.16.38 | 2       | 20    |
| 2    | Dominique Sarron     | Honda   | 43.19.84 | 4       | 17    |
| 3    | Juan Garriga         | Yamaha  | 43.21.55 | 1       | 15    |
| 4    | Sito Pons            | Honda   | 43.21.68 | 5       | 13    |
| 5    | Reinhold Roth        | Honda   | 43.31.99 | 7       | 11    |
| 6    | Jean-Philippe Ruggia | Yamaha  | 43.32.72 | 6       | 10    |
| 7    | Jacques Cornu        | Honda   | 43.40.52 | 8       | 9     |
| 8    | Carlos Lavado        | Yamaha  | 43.50.04 | 3       | 8     |
| 9    | Masahiro Shimizu     | Honda   | 43.58.34 | 16      | 7     |
| 10   | Donnie McLeod        | EMC     | 44.00.92 | 11      | 6     |
| 11   | Ivan Palazzese       | Yamaha  | 44.01.35 | 9       | 5     |
| 12   | Carlos Cardús        | Honda   | 44.07.34 | 10      | 4     |
| 13   | Harald Eckl          | Aprilia | 44.18.54 | 17      | 3     |
| 14   | Stefano Caracchi     | Honda   | 44.20.37 | 23      | 2     |
| 15   | Martin Wimmer        | Yamaha  | 44.23.35 | 12      | 1     |
| 16   | Bruno Casanova       | Aprilia | 44.23.57 | 13      |       |
| 17   | August Auinger       | Aprilia | 44.23.95 | 20      |       |
| 18   | Wilco Zeelenberg     | Yamaha  | 44.31.82 | 28      |       |
| 19   | Jochen Schmid        | Honda   | 44.37.84 | 24      |       |
| 20   | Urs Jücker           | Yamaha  | 44.58.59 | 35      |       |
| 21   | Andreas Preining     | Aprilia | 1 ronde  | 26      |       |
| 22   | Christian Boudinot   | Fior    | 1 giro   | 22      |       |
| 23   | Jean-François Baldé  | Defi    | 1 giro   | 33      |       |
| 24   | Nigel Bosworth       | Aprilia | 1 giro   | 34      |       |
| 25   | Hans Lindner         | Honda   | 1 giro   | 31      |       |

### Ritirati
| Pilota               | Moto    | Motivo | Griglia |
| -------------------- | ------- | ------ | ------- |
| Hans Becker          | Yamaha  |        | 29      |
| Bobby Issazadhe      | Yamaha  |        | 36      |
| Rob Orme             | Raydel  |        | 27      |
| Gary Cowan           | Yamaha  |        | 19      |
| Loris Reggiani       | Aprilia |        | 14      |
| Manfred Herweh       | Yamaha  |        | 18      |
| Paolo Casoli         | Garelli |        | 15      |
| Jean-Michel Mattioli | Yamaha  |        | 25      |
| Kevin Mitchell       | Yamaha  |        | 30      |

### Non partiti
| Pilota          | Moto  | Motivo | Griglia |
| --------------- | ----- | ------ | ------- |
| Maurizio Vitali | Rotax |        | 21      |
| Seigo Kikuchi   | Honda |        | 32      |

### Non qualificati
| Pilota              | Moto    |
| ------------------- | ------- |
| Woolsey Coulter     | Honda   |
| Urs Lüzi            | Honda   |
| Bruno Bonhuil       | Honda   |
| René Delaby         | Yamaha  |
| Jean-Francois Foray | Yamaha  |
| Roland Busch        | Yamaha  |
| Alain Bronec        | Honda   |
| Bernard Haenggeli   | Honda   |
| Steve Patrickson    | Hejira  |
| Javier Cardelús     | Aprilia |
| Alberto Puig        | Honda   |
| Steve Hislop        | Yamaha  |
| Hervé Duffard       | Honda   |
| Thierry Rapicault   | Fior    |
| Chris Martin        | Aprilia |

## Classe 125
Nell'ottavo di litro l'italiano Ezio Gianola ha ottenuto il secondo successo della stagione, precedendo lo spagnolo Jorge Martínez che si era imposto in tutte le altre prove dell'anno e che si trova sempre in testa alla classifica generale con 17 punti sull'italiano. Al terzo posto della gara l'italiano Domenico Brigaglia.

### Arrivati al traguardo
| Pos. | Pilota              | Moto      | Tempo    | Griglia | Punti |
| ---- | ------------------- | --------- | -------- | ------- | ----- |
| 1    | Ezio Gianola        | Honda     | 42.42.42 | 1       | 20    |
| 2    | Jorge Martínez      | Derbi     | 43.14.39 | 2       | 17    |
| 3    | Domenico Brigaglia  | Gazzaniga | 43.20.58 | 4       | 15    |
| 4    | Julián Miralles     | Honda     | 43.23.07 | 7       | 13    |
| 5    | Allan Scott         | Honda     | 43.23.20 | 8       | 11    |
| 6    | Krysztof Galatowicz | Honda     | 43.30.28 | 11      | 10    |
| 7    | Fausto Gresini      | Garelli   | 43.38.38 | 24      | 9     |
| 8    | Johnny Wickström    | Honda     | 43.41.77 | 18      | 8     |
| 9    | Àlex Crivillé       | Derbi     | 43.43.20 | 32      | 7     |
| 10   | Hans Spaan          | Honda     | 43.43.71 | 5       | 6     |
| 11   | Alfred Waibel       | Waibel    | 43.56.35 | 27      | 5     |
| 12   | Hisashi Unemoto     | Honda     | 43.56.56 | 13      | 4     |
| 13   | Heinz Lüthi         | Honda     | 43.56.62 | 34      | 3     |
| 14   | Bady Hassaine       | Honda     | 43.59.54 | 26      | 2     |
| 15   | Lucio Pietroniro    | Honda     | 44.00.44 | 9       | 1     |
| 16   | Manuel Herreros     | Derbi     | 44.16.65 | 36      |       |
| 17   | Juan Ramon Bolart   | JJ Cobas  | 44.17.01 | 23      |       |
| 18   | Jussi Hautaniemi    | Honda     | 44.17.56 | 33      |       |
| 19   | Ian McConnachie     | Cagiva    | 44.17.69 | 16      |       |
| 20   | Gerhard Waibel      | Honda     | 44.18.25 | 20      |       |
| 21   | Manuel Hernández    | Honda     | 44.34.96 | 30      |       |
| 22   | Mike Leitner        | LCR       | 1 giro   | 28      |       |
| 23   | Hubert Abold        | Honda     | 1 giro   | 21      |       |
| 24   | Koji Takada         | Honda     | 1 giro   | 14      |       |
| 25   | Alan Patterson      | Honda     | 1 giro   | 29      |       |

### Ritirati
| Pilota             | Moto    | Motivo | Griglia |
| ------------------ | ------- | ------ | ------- |
| Pier Paolo Bianchi | Cagiva  |        | 35      |
| Thierry Feuz       | Rotax   |        | 19      |
| Jörg Seel          | Seel    |        | 22      |
| Alex Bedford       | Honda   |        | 3       |
| Esa Kytölä         | Honda   |        | 31      |
| Stefan Dörflinger  | Honda   |        | 25      |
| Adi Stadler        | Honda   |        | 10      |
| Corrado Catalano   | Aprilia |        | 6       |
| Luis Miguel Reyes  | Garelli |        | 17      |
| Stefan Prein       | Honda   |        | 15      |
| Gastone Grassetti  | Honda   |        | 12      |

### Non qualificati
| Pilota               | Moto   |
| -------------------- | ------ |
| Flemming Kistrup     | Honda  |
| Josef Fischer        | Rotax  |
| Robin Appleyard      | Honda  |
| Robin Milton         | Honda  |
| Mark Carkeek         | Scitsu |
| Jean-Claude Selini   | Honda  |
| David Lennon         | Honda  |
| Paul Bordes          | Honda  |
| Christian Le Badezet | Honda  |
| Håkan Olsson         | Honda  |
| Rob Orme             | Rotax  |
| Stuart Edwards       | Rotax  |
| Manfred Thurmayer    | Honda  |
| Andrés Sánchez       | Rotax  |
| Ray Murphy           | Honda  |
| Tony Head            | Honda  |
| Reg Lennon           | Honda  |
| Claudio Macciotta    | Honda  |

## Classe sidecar
Alla settima gara stagionale si interrompe la striscia di vittorie dell'equipaggio Rolf Biland-Kurt Waltisperg, che deve accontentarsi del secondo posto alle spalle di Steve Webster-Tony Hewitt. Terzi Alain Michel-Jean-Marc Fresc, davanti ai fratelli Egloff e ad Egbert Streuer-Bernard Schnieders; quest'ultimi sono stati rallentati da problemi di gomme dopo essere stati anche in testa alla corsa.
In classifica Biland mantiene 21 punti di vantaggio su Webster (137 a 116); terzo è Michel a 69 davanti a Streuer a 65.

### Arrivati al traguardo (posizioni a punti)[5]
| Pos | Pilota             | Passeggero         | Moto          | Tempo    | Punti |
| --- | ------------------ | ------------------ | ------------- | -------- | ----- |
| 1   | Steve Webster      | Tony Hewitt        | LCR-Krauser   | 40'39"56 | 20    |
| 2   | Rolf Biland        | Kurt Waltisperg    | LCR-Krauser   | +2"10    | 17    |
| 3   | Alain Michel       | Jean-Marc Fresc    | LCR-Krauser   | +16"19   | 15    |
| 4   | Markus Egloff      | Urs Egloff         | LCR-ADM       | +28"48   | 13    |
| 5   | Egbert Streuer     | Bernard Schnieders | LCR-Yamaha    | +30"26   | 11    |
| 6   | Masato Kumano      | Markus Fährni      | LCR-Yamaha    | +45"95   | 10    |
| 7   | Derek Jones        | Peter Brown        | LCR-Yamaha    |          | 9     |
| 8   | Fritz Stölzle      | Hubert Stölzle     | LCR-Krauser   |          | 8     |
| 9   | Alfred Zurbrügg    | Martin Zurbrügg    | LCR-Yamaha    |          | 7     |
| 10  | Bernd Scherer      | Thomas Schröder    | BSR-Krauser   |          | 6     |
| 11  | Yoshisada Kumagaya | Brian Barlow       | Windle-Yamaha |          | 5     |
| 12  | Gary Thomas        | Eckart Rösinger    | LCR-Krauser   |          | 4     |
| 13  | Jean-Louis Millet  | Claude Debroux     | LCR-Yamaha    |          | 3     |
| 14  | André Bosman       | David Kellett      | LCR-Yamaha    |          | 2     |
| 15  | Clive Stirrat      | Simon Prior        | LCR-Yamaha    |          | 1     |